# ألف كومن
ألف كومن أو ألفريد كومون (25 مايو 1880 في ميلفيلد (سندرلاند) - 3 أبريل 1946 في دارلينجتون) كان لاعب كرة قدم إنجليزي لعب في مركز مهاجم أو مهاجم. اشتهر بكونه أول لاعب يتم نقله مقابل رسوم قدرها 1000 جنيه إسترليني عند انتقاله إلى ميدلزبره من سندرلاند في عام 1905.

## مسيرته مع الأندية
لعب كومن مع ساوث هيلتون وجارو في شمال شرق إنجلترا قبل الانضمام إلى سندرلاند في عام 1900. أنهى سندرلاند المركز الثاني في دوري الدرجة الأولى في 1900–01، وبعد ذلك انتقل كومن إلى شيفيلد يونايتد في أكتوبر 1901 مقابل 325 جنيهًا إسترلينيًا. لم يكن لدى سندرلاند ولا شيفيلد يونايتد سبب يأسف على الصفقة بمعنى أن سندرلاند أنهى دوري الدرجة الأولى في 1901-02، وسجل كومن الهدف الأول في فوز يونايتد في نهائي كأس الاتحاد الإنجليزي 1902 على ساوثهامبتون.
أصبح كومن عضوًا منتظمًا في فرق شيفيلد يونايتد، وفاز بأول مبارياته الدولية الثلاث في 1904، ولكن في مايو من ذلك العام رفض إعادة التوقيع مع يونايتد لأنه كان يرغب في العودة إلى سندرلاند حيث قيل إنه مصالح تجارية. فشل يونايتد في إقناع كومن بتغيير رأيه وفي صيف عام 1904، عاد إلى سندرلاند. كما استحوذت الصفقة على حارس مرمى يونايتد الاحتياطي ألبرت لويس مقابل رسم قياسي جديد يبلغ حوالي 520 جنيهًا إسترلينيًا.
في فبراير 1905، بعد أكثر من ستة أشهر بقليل من هذه الخطوة، حطم الرقم القياسي للانتقال مرة أخرى بالانتقال إلى ميدلزبره مقابل 1000 جنيه إسترليني. اشترى ميدلزبره كومن في محاولة لتجنب الهبوط إلى الدرجة الثانية. كانت أول مباراة له مع ميدلزبره في 25 فبراير 1905، خارج ملعبه أمام ناديه السابق شيفيلد يونايتد. ميدلزبره فاز 1-0، مع تسجيل كومن من ركلة جزاء بعد 50 دقيقة، كان هذا أول فوز لهم خارج أرضهم منذ ما يقرب من عامين. ونتيجة لذلك نجا الفريق الذي كان حتى الآن يناضل ضد الهبوط في ذلك الموسم، من الهبوط. لعب 168 مباراة بالدوري مع بورو وأحرز 58 هدفا.

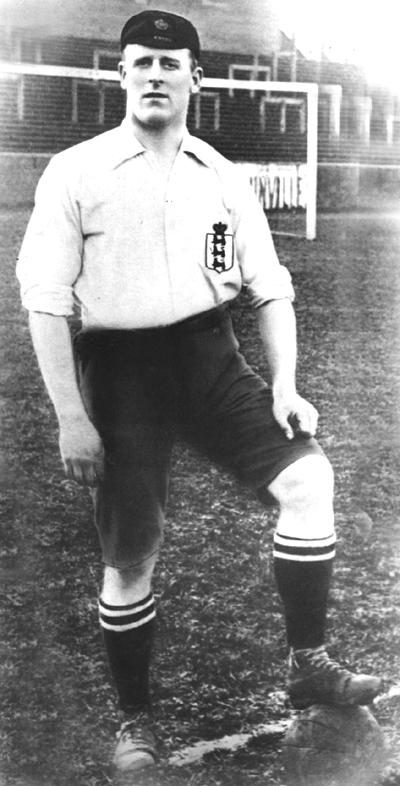
ألف كومن مع الأسود الثلاثة

انتقل كومن وهو في الثلاثين من عمره إلى وولويتش آرسنال في عام 1910. ظهر لأول مرة في 1 سبتمبر 1910 ضد مانشستر يونايتد. بعد أن بدأ في الهجوم الداخلي، تولى دورًا هجوميًا أكثر في موسمه الثاني وكان أفضل هداف للنادي برصيد 17 هدفًا في 1911-12، وغاب عن مباراتين فقط في الدوري. ومع ذلك لم يسجل هدفًا واحدًا في النصف الأول من موسم 1912-13، قبل أن يتم بيعه إلى بريستون نورث إند في ديسمبر 1912 مقابل 250 جنيهًا إسترلينيًا. إجمالاً خاض 80 مباراة وسجل 23 هدفاً لأرسنال.
في بريستون، ساعد النادي على الفوز بلقب القسم الثاني في ذلك الموسم، على الرغم من هبوطهم في موسم 1913-14 التالي.
اعتزل كومن كرة القدم عام 1914، واستمر في إدارة الحانات في دارلينجتون حتى عام 1943. توفي عام 1946 عن عمر يناهز 65 عامًا.
في عام 1998، تم اختياره كواحد من أساطير دوري كرة القدم المائة في دوري كرة القدم. تم بيع تذكاراته وقبعات إنجلترا وميداليات الكؤوس وما إلى ذلك بالمزاد العلني في لندن في نوفمبر 2011.

## المسيرة الدولية
فاز كومن بأول مباراة دولية له مع منتخب إنجلترا ضد ويلز في 29 فبراير 1904. في المجموع، فاز بثلاث مباريات دولية، وسجل هدفين.

## الإحصائيات المهنية
|                |         | الدوري  | الدوري | الدوري  | كأس الاتحاد الإنجليزي | كأس الاتحاد الإنجليزي | المجموع | المجموع |
| النادي         | الموسم  | الدوري  | الظهور | الأهداف | الظهور                | الأهداف               | الظهور  | الأهداف |
| -------------- | ------- | ------- | ------ | ------- | --------------------- | --------------------- | ------- | ------- |
| شيفيلد يونايتد | 1901–02 | القسم 1 | 20     | 6       | 9                     | 3                     | 29      | 9       |
| شيفيلد يونايتد | 1902–03 | القسم 1 | 18     | 7       | 0                     | 0                     | 18      | 7       |
| شيفيلد يونايتد | 1903–04 | القسم 1 | 29     | 8       | 3                     | 0                     | 32      | 8       |
| شيفيلد يونايتد | المجموع | المجموع | 67     | 21      | 12                    | 3                     | 79      | 24      |
| ميدلزبره       | 1904–05 | القسم 1 | 10     | 4       | 0                     | 0                     | 10      | 4       |
| ميدلزبره       | 1905–06 | القسم 1 | 36     | 19      | 5                     | 2                     | 41      | 21      |
| ميدلزبره       | 1906–07 | القسم 1 | 29     | 12      | 2                     | 1                     | 31      | 13      |
| ميدلزبره       | 1907–08 | القسم 1 | 34     | 9       | 1                     | 0                     | 35      | 9       |
| ميدلزبره       | 1908–09 | القسم 1 | 33     | 10      | 1                     | 0                     | 34      | 10      |
| ميدلزبره       | 1909-10 | القسم 1 | 26     | 4       | 1                     | 1                     | 27      | 5       |
| ميدلزبره       | المجموع | المجموع | 168    | 58      | 10                    | 7                     | 178     | 65      |
| وولويتش ارسنال | المجموع | المجموع | 77     | 23      | 3                     | 0                     | 80      | 23      |

## مرتبة الشرف
سندرلاند
- ميدالية الوصيف في دوري كرة القدم : 1900–01

شيفيلد يونايتد
- كأس الاتحاد الانجليزي : 1902

بريستون نورث إند
- الدرجة الثانية : 1913